# Hektorit
Hektorit je redak meki, masni mineral bele gline sa hemijskom formulom Na
0.3(Mg,Li)
3Si
4O
10(OH)
2.
Hektorit je prvi put opisan 1941. godine i nazvan po nalazištu u Sjedinjenim Državama u blizini Hektora (u okrugu San Bernardino, Kalifornija, 30 milja istočno od Barstoa.) Hektorit se javlja sa bentonitom kao naizmeničnim proizvodom clinoptiloliteklinoptilolita iz vulkanskog pepela i tufa sa visokim sadržajem stakla. Hektorit se takođe nalazi u bež/braon glinenom gasulu, kopanom u planinama Atlas u Maroku. Veliko nalazište hektorita nalazi se i u ležištu litijuma Takerov prolaz, koje se nalazi unutar Makdermitove kaldere u Nevadi. Ležište litijuma Takerovog prolaza mogla bi biti značajan izvor litijuma.
Uprkos svojoj retkosti, ekonomski je održiv jer se rudnik Hektor nalazi iznad velikog ležišta minerala. Hektorit se uglavnom koristi u proizvodnji kozmetike, ali se koristi i za hemijske i druge industrijske primene, i predstavlja mineralni izvor za rafinisani litijum.